# Vattharet
Vattharet är en ö i Söderhamns kommun (Söderhamns stad), några hundra meter från land, fyra kilometer öster om Ljusne kyrka. Ön har en yta på 8,6 hektar.
Vattharet består av två delar, Yttre och Inre Vattharet, som ännu vid högvatten fortfarande ibland skiljs åt. Ett fiskeläge har länge funnits på Vattharet, liksom ett rökeri och ön har även använts för tillverkning av böcklinglådor. Först på 1980-tet fick ön bofast befolkning; 2012 fanns fastboende i tre fastigheter. På Inre Vattharet finns även ett tiotal fritidshus.